# Hoyt (Automobilhersteller)

Dieses Fahrzeug ist als Hoyt von 1901 registriert.

Hoyt war ein US-amerikanischer Hersteller von Automobilen. Gelegentlich wird die Firmierung American Manufacturing Company genannt.

## Unternehmensgeschichte
Adrian Hazen Hoyt (1862–1920) war Mediziner, aber auch an Technik interessiert. In den 1890er Jahren war er zunächst für die Standard Electric Company in St. Johnsbury in Vermont tätig. Er wechselte zur Whitney Electric Instrument Company, die anfangs in Manchester in New Hampshire und später in Penacook in New Hampshire ansässig war. Er entwarf 1896 einen Dampfwagen für die Concord Motor Coach Company.
Zwischen 1899 und 1901 stellte er weitere Fahrzeuge her, die Hoyt genannt wurden.
Insgesamt fertigte Hoyt elf Fahrzeuge. Eine Quelle meint, dass darin die Fahrzeuge von Concord enthalten sind. Es waren fünf Dampfwagen und sechs Elektroautos.
Hoyt gründete 1904 Hoyt Electrical Instrument Works.

## Fahrzeuge
Im Angebot standen Dampfwagen. Abbildungen zeigen Fahrzeuge von 1899 und 1900. Es sind offene Zweisitzer ohne Verdeck. Gelenkt wird mit einem Lenkhebel. Oberhalb der Vorderachse ist eine senkrechte Abdeckung, die als Spritzwand dient. Die Räder sind Speichenräder wie bei Fahrrädern. Kotflügel fehlen.
Ein Dampfwagen von 1901 existiert wahrscheinlich noch. Dessen britische Zulassung lautet auf Hoyt. Die Identifikation als Hoyt ist allerdings nicht vollständig gesichert. Die Frontgestaltung weicht von den bekannten Fotos ab, allerdings ist das Fahrzeug auch ein bis zwei Jahre jünger. Das Fahrzeug hat einen Dampfmotor mit zwei Zylindern, 63,5 mm Bohrung und 88,9 mm Hub. Es nahm mehrfach am London to Brighton Veteran Car Run teil. Das Auktionshaus Bonhams versteigerte dieses Fahrzeug am 1. Dezember 2008 für 32.782 Euro.
Außerdem entstanden Elektroautos.